# SpVgg Oberhausen (Baden)
Der SpVgg 1920 Oberhausen e. V. ist ein deutscher Fußballverein mit Sitz in der baden-württembergischen Gemeinde Oberhausen-Rheinhausen im Landkreis Karlsruhe.

## Geschichte

### Gründung bis Zweiter Weltkrieg
Der Verein wurde im Jahr 1920 als Fußballverein 1920 Oberhausen gegründet. Den sportlichen Anfang nahm der Verein dann in der C-Klasse. Nach der Meisterschaft am Ende der Saison 1923/24 gelang dann der Aufstieg in die B-Klasse. Im Jahr 1924 beschloss dann der ATSV Astoria Oberhausen seine Auflösung und trat zum 2. Februar dem Fußballverein bei. Als neuen Namen einigten sich dann die Mitglieder auf Spielvereinigung 1920 Oberhausen. Nach der Saison 1927/28 gelang dann auch die Meisterschaft in der B-Klasse, womit die Mannschaft zur nächsten Spielzeit in die 1. Kreisklasse aufsteigen durfte. Im Jahr 1933 wurde die Mannschaft dann auch dort Meister und durfte in die Bezirksklasse aufsteigen. Dort verblieb die Spielvereinigung jedoch nur eine Saison lang und musste direkt wieder absteigen. In der Saison 1938/39 gelang dann noch einmal die Meisterschaft, jedoch konnte sich die Mannschaft in den darauffolgenden Aufstiegsspielen nicht durchsetzen. Durch den Ausbruch des Zweiten Weltkriegs kam der Spielbetrieb dann weitestgehend zum Erliegen.

### Nachkriegszeit
Im Oktober fand sich dann erstmals wieder eine Versammlung des Vereins zusammen. Gleich in der Saison 1945/46 gelang dann auch die Meisterschaft in der 1. Kreisklasse. Durch einige weitere Qualifikationsspiele durfte die Mannschaft dann auch zur nächsten Saison in die zu dieser Zeit zweitklassigen Landesliga Nordbaden aufsteigen. Mit 12:48 Punkten in der Gruppe Süd musste der Verein über den 15. Platz nach bereits einer Saison jedoch wieder absteigen. In der Saison 1947/48 spielte der Verein somit wieder in der Bezirksklasse, musste nach dieser Saison aber erneut, dieses Mal in die A-Klasse, absteigen.
Bereits nach der Saison 1954/55 gelang dann aber wieder der Meistertitel und die Spielvereinigung durfte in die 2. Amateurliga aufsteigen. Nach der Saison 1956/57 stand dann aber wieder der Abstieg an. Nach einem knapp nicht geschafften Aufstieg nach der Saison 1962/63 gelang dann schließlich am Ende der Spielzeit 1964/65 jedoch wieder der Aufstieg in die 2. Amateurliga.

### Heutige Zeit
Nach dem Aufstieg aus der Landesliga, spielte der Verein ab der Saison 2002/03 in der Verbandsliga Baden und beendete diese Saison mit 46 Punkten auf dem fünften Platz. Konnte in den folgenden Spielzeiten trotz steter Platzierung auf den vorderen Plätzen nie die Meisterschaft bzw. den Aufstieg schaffen. Bedingt durch den zweiten Platz in der Saison 2004/05 gelang sogar die Qualifikation zur Teilnahme an der Aufstiegsrelegation zur Oberliga Baden-Württemberg, dort unterlag der Verein jedoch mit 2:1 beim FC Emmendingen. Gleiches gelang dann nach der Saison 2005/06 noch ein weiteres. Erneut unterlag die Mannschaft dort jedoch, dieses Mal dem Bahlinger SC aus Südbaden mit 3:5.
Nach der Saison 2008/09 musste der Verein dann schließlich sogar mit 30 Punkten über den 14. Platz die Liga als Absteiger wieder verlassen. In der Landesliga Mittelbaden, konnte dann mit 37 Punkten über den 14. Platz dann der erneute Abstieg nur knapp verhindert werden. Mit lediglich 15 Punkten auf dem letzten Platz, musste die Mannschaft nach der Saison 2010/11 dann doch noch ein weiteres Mal absteigen. In der Kreisliga Bruchsal gelang dann in der nächsten Saison den Niedergang erst einmal aufzuhalten. Indem sich die Mannschaft mit 53 Punkten auf dem dritten Platz der Tabelle positionieren konnte. Nach der Spielzeit 2015/16 musste aber auch aus dieser Spielklasse der Abstieg als Vorletzter angetreten werden. Die erste Saison in der Kreisklasse A konnte dann auch nur mit 36 Punkten auf dem 12. Platz abgeschlossen werden. In dieser Liga spielt der Verein auch noch bis heute.